# Mount Woods
Mount Woods ist ein unvereister, gebirgskammähnlicher und 1170 m hoher Berg im westantarktischen Queen Elizabeth Land. In der zentralen Patuxent Range der Pensacola Mountains ragt er 7 km nordöstlich des O’Connell-Nunatak auf.
Der United States Geological Survey kartierte ihn anhand eigener Vermessungen und Luftaufnahmen der United States Navy aus den Jahren von 1956 bis 1966. Das Advisory Committee on Antarctic Names benannte ihn 1968 nach Clifford R. Woods Jr., Hospital Corpsman auf der Palmer-Station im antarktischen Winter 1967.